# P&H테크
주식회사 P&H테크(P&H Tech)는 경기도 용인시에 본사를 둔 OLED 제조 기업이다.

## 역사
2007년에 실립되었으며, 2018년 고굴절 피복층(CPL)를 개발하였다.

## 내용주
1. ↑  송영권 공동대표이사의 일신상의 사유로 인한 사임으로 공동대표 체제에서 단독대표 체제로 변경